# Hatchie
La Hatchie est une rivière des États-Unis dans le Tennessee.

## Description
Affluent gauche du Mississippi, elle a un cours de 383 km.